# バトルス
バトルス（英: Battles）は、アメリカのエクスペリメンタル・ロック・バンド。ニューヨーク出身。

## 概要

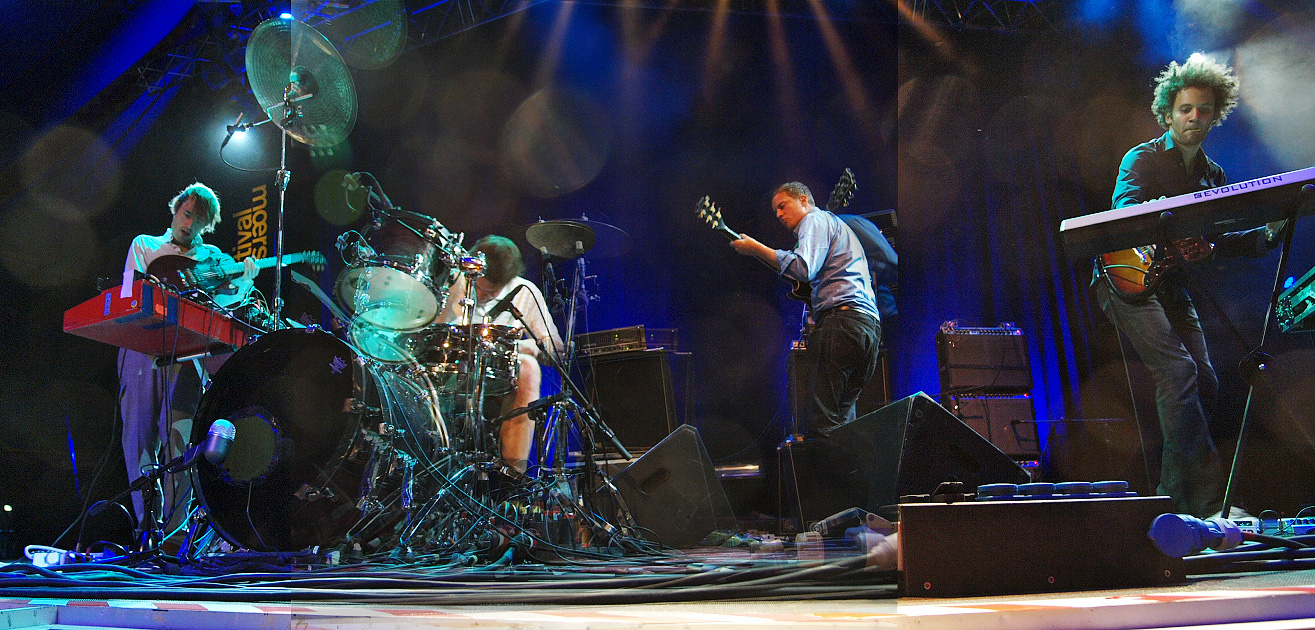
バトルス（2008年）

2002年、元ドン・キャバレロ/ストーム・アンド・ストレスのイアン・ウィリアムス、フリー・ジャズ界の巨匠アンソニー・ブラクストンを父に持つタイヨンダイ・ブラクストン、元リンクスのデイヴィッド・コノプカ、元ヘルメット/トマホークのジョン・ステイナーの4人で結成。2005年、Prefuse 73の日本ツアーに同行し、2公演を行う。
3枚のEP作品をリリース後、2007年ワープ・レコーズよりファースト・アルバム『ミラード』をリリース。アルバムからのシングル「Atlas」は高い評価を受け、各音楽メディアが発表する年間のベストリストにあげられた。同年のフジロックフェスティバルに出演し、日本でのツアーで単独4公演を行う。
2009年、エレクトラグライドに出演。同年、タイヨンダイがソロ・アルバム『Central Market』を発表し、翌2010年に脱退。
バンドは残された3人でアルバムを制作、ゲスト・ボーカルにゲイリー・ニューマン、マティアス・アグアーヨ、ブロンド・レッドヘッドのカズ・マキノ、ボアダムスの山塚アイを迎え、2011年にセカンド・アルバム『グロス・ドロップ』をリリース。同年、SonarSound Tokyo、フジロックフェスティバルに出演し、日本ツアー単独3公演を行う。
2015年9月、サード・アルバム『ラ・ディ・ダ・ディ』をリリース。同11月には、サポートアクトに神戸出身のZZZ'sを迎え、東京と大阪で来日公演を行った。
2019年10月18日、アルバム『ジュース・B・クリプツ』をリリース。

## メンバー
- イアン・ウィリアムス (Ian Williams) - ギター、キーボード
- ジョン・ステニアー (John Stanier) - ドラム

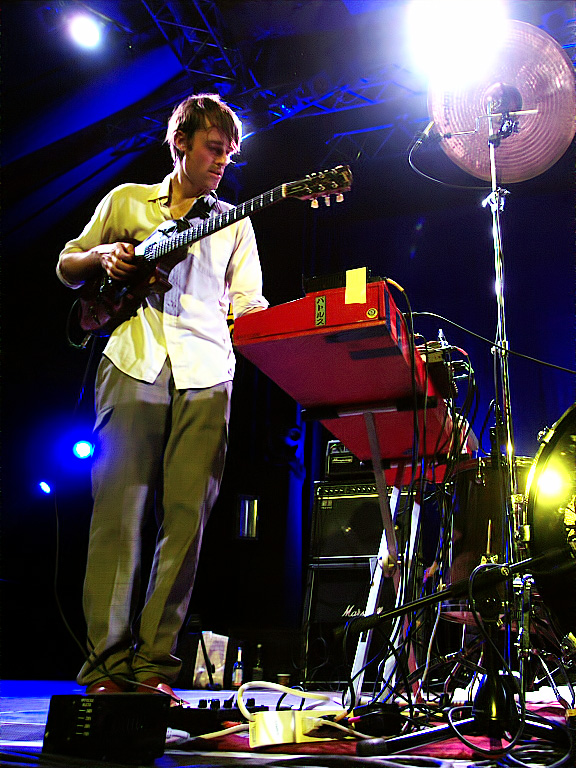
イアン・ウィリアムス
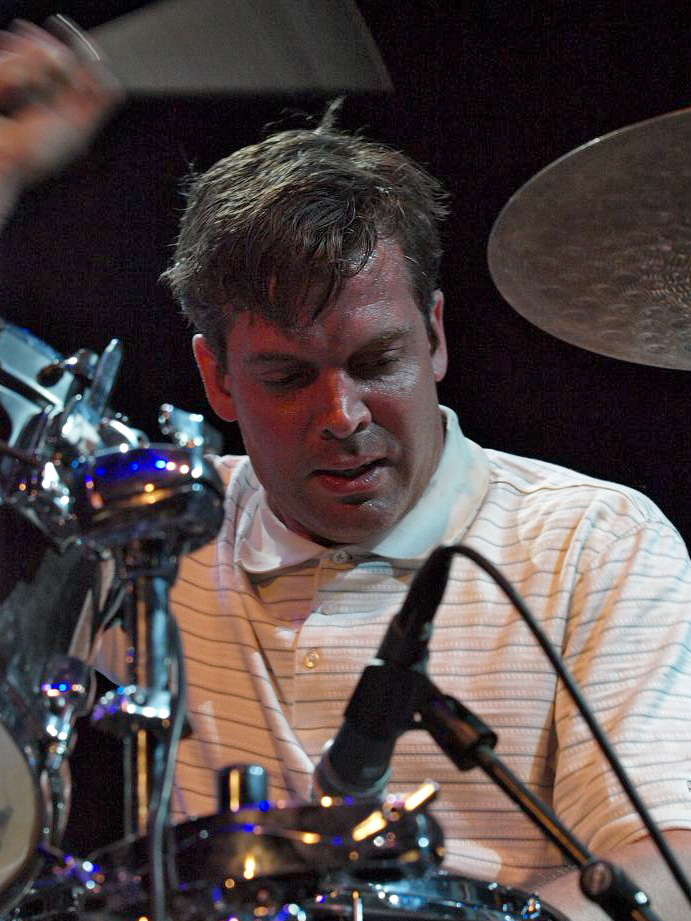
ジョン・ステニアー

### 旧メンバー
- タイヨンダイ・ブラクストン (Tyondai Braxton) - ボーカル、ギター、キーボード ※2010年脱退
- デイヴ・コノプカ (Dave Konopka) - ギター、ベース、エフェクター ※2019年脱退

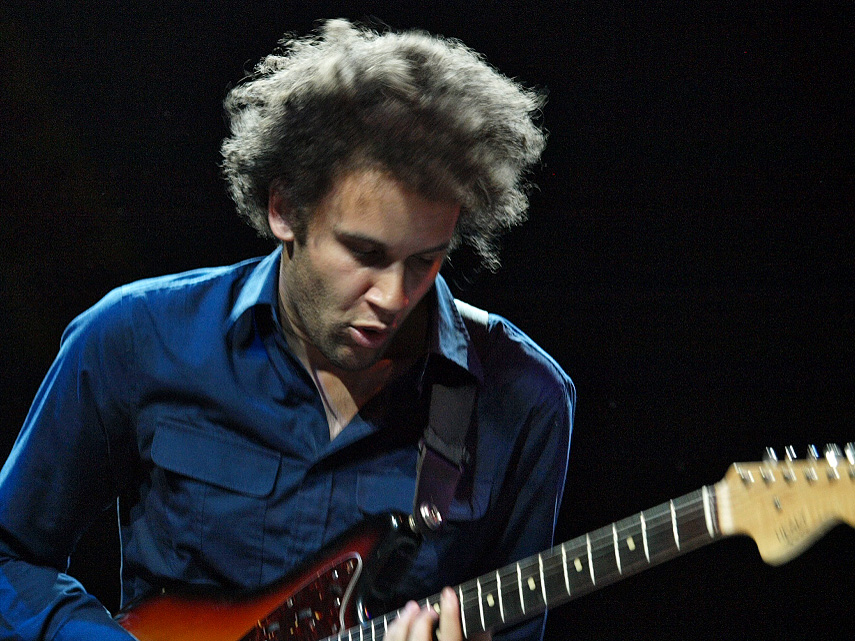
タイヨンダイ・ブラクストン

## ディスコグラフィ

### アルバム
- 『ミラード』 - Mirrored (2007年)
- 『グロス・ドロップ』 - Gloss Drop (2011年)
- 『ラ・ディ・ダ・ディ』 - La Di Da Di (2015年)
- 『ジュース・B・クリプツ』 - Juice B Crypts (2019年)

### EP
- EP C (2004年)
- B EP (2004年)
- 『EPC』 - EPC (The EP) (2004年) ※日本限定スペシャル・ミックス・エディション
- EP C / B EP (2006年) ※コンピレーション
- Tonto+ (2007年)
- Dross Glop 1 (2012年2月、Warp) ※12インチ・ヴァイナル・リミックス・シリーズ4部作・第1弾
- Dross Glop 2 (2012年2月、Warp) ※12インチ・ヴァイナル・リミックス・シリーズ4部作・第2弾
- Dross Glop 3 (2012年3月、Warp) ※12インチ・ヴァイナル・リミックス・シリーズ4部作・第3弾
- Dross Glop 4 (2012年4月、Warp) ※12インチ・ヴァイナル・リミックス・シリーズ4部作・第4弾。レコード・ストア・デイに発売

### シングル
- "Tras" (2004年)
- "Atlas" (2007年)
- "Tonto" (2007年)
- "The Line" (2010年) ※ダウンロード
- "Ice Cream" (2011年)
- "My Machines" (2011年)
- "The Yabba" (2015年) ※ダウンロード
- "FF Bada" (2015年) ※ダウンロード
- "Titanium 2 Step" (2019年) ※ダウンロード[10]

## 日本公演
2004年
- 1月7日: SHIBUYA-AX マーズ・ヴォルタ来日公演のサポート・アクト[11]

2007年
- フジロックフェスティバル'07[12]
  - 7月29日: ホワイト・ステージ
- BATTLES JAPAN TOUR 2007[13]
  - 9月28日: LIQUIDROOM 1日2公演（渋谷QUATTRO追加公演完売に伴い、再追加公演として、22:45〜から2nd Showが追加された）[14]
  - 9月29日: 名古屋CLUB QUATTRO
  - 9月30日: 心斎橋CLUB QUATTRO
  - 10月1日: 渋谷CLUB QUATTRO（追加公演）

2011年
- SonarSound Tokyo 2011
  - 4月3日: 新木場STUDIO COAST
- フジロックフェスティバル'11[15]
  - 7月30日: グリーン・ステージ
- BATTLES JAPAN TOUR 2011[16]
  - 11月9日: 梅田AKASO
  - 11月10日: 名古屋CLUB QUATTRO
  - 11月11日: SHIBUYA-AX（Guest:にせんねんもんだい）

2015年
- BATTLES JAPAN TOUR （サポートアクト：ZZZ's）[17]
  - 11月25日: EX THEATER ROPPONGI
  - 11月26日: 梅田AKASO

2019年
- BATTLES JAPAN TOUR（サポートアクト：平沢進＋会人（EJIN））
  - 11月4日　恵比寿ガーデンホール
  - 11月5日　梅田CLUB QUATTRO
  - 11月6日　名古屋CLUB QUATTRO